# Prionospio unilamellata
Prionospio unilamellata är en ringmaskart som beskrevs av Sigvaldadottir och Desbruyères 2003. Prionospio unilamellata ingår i släktet Prionospio och familjen Spionidae. Inga underarter finns listade i Catalogue of Life.